# Искра (Хомутовский район)
Искра — село в Хомутовском районе Курской области России. Входит в состав сельского поселения Калиновский сельсовет.

## География
Село находится на реке Клевень (правый приток Сейма), на российско-украинской границы, в 123 км к западу от Курска, в 18 км к юго-западу от районного центра — посёлка городского типа Хомутовка, в 13,5 км от центра сельсовета — села Калиновка.
Климат
Искра, как и весь район, расположена в поясе умеренно континентального климата с тёплым летом и относительно тёплой зимой (Dfb в классификации Кёппена).

## История
В XVIII—XX веках в Неплюевке действовала Дмитриевская церковь.
В 1966 году указом президиума ВС РСФСР село Неплюевка переименовано в Искра.

## Население
| 2002 | 2010 |
| ---- | ---- |
| 147  | ↘63  |

## Инфраструктура
Личное подсобное хозяйство. В селе 62 дома.

## Транспорт
Искра находится в 11 км от автодороги федерального значения М3 «Украина» (Москва — Калуга — Брянск — граница с Украиной), в 16 км от автодороги А142 (Тросна — М-3 «Украина»), в 14 км от автодороги регионального значения 38К-040 (Хомутовка — Рыльск — Глушково — Тёткино — граница с Украиной), в 14 км от автодороги 38К-034 (А-142 — Калиновка — М-3 «Украина»), в 7 км от автодороги межмуниципального значения 38Н-116 (Калиновка — Амонь), в 5 км от автодороги 38Н-118 (38Н-116 — Клевень), на автодороге 38Н-120 (38Н-118 — Искра), в 26 км от ближайшей ж/д станции Эсмань (линия Хутор-Михайловский — Ворожба).
В 200 км от аэропорта имени В. Г. Шухова (недалеко от Белгорода).